# Мулова черепаха жовта
Мулова черепаха жовта (Kinosternon flavescens) — вид черепах з роду Мулові черепахи родини Прихованошийні черепахи.

## Опис
Загальна довжина карапаксу досягає довжини 15 см. Спостерігається статевий диморфізм: самці більші за самиць, хвости у них довші і важчі, на кінці у них кігтеподібний відгалуження. Пластини на карапаксі розширені зверху, мають вигляд грибних капелюшків.
Карапакс забарвлено у темно-оливковий, темно-коричневий або чорний колір. Пластрон світлий.

## Спосіб життя
Полюбляють ставки та річки, зустрічаються на піщаних пляжах. Більшу частину року проводить зарившись у пісок, до води виходить навесні і на початку літа. Харчується безхребетними, слимаками, рибою, рослинами.
Статева зрілість настає у 4 роки. Самиця відкладає від 3 до 7 яєць еліптичної форми (25 x 15 мм) в ямки у період з середини червня до липня. Інкубаційний період триває від 94 до 125 днів.
Страждає від природних хижаків: змій, скунсів, лисиць й койотів.

## Розповсюдження
Мешкає у штатах США: Аризона, Канзас, Арканзас, Небраска, Колорадо, Нью-Мексико, Айова, Іллінойс, Міссурі, Міссісіпі, Оклахома, Техас, у Мексиці: Чихуахуа, Коауїла, Нуево-Леон, Тамауліпас, Веракрус.